# Campo de direcciones

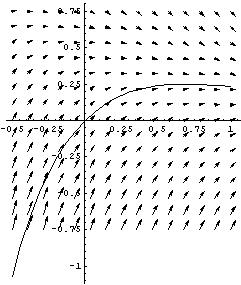
Campo de direcciones de la ecuación diferencial

En matemáticas, en el ámbito de ecuaciones diferenciales ordinarias (EDO), se emplea este procedimiento para evaluar el comportamiento de las soluciones (que corresponden a funciones). Este elemento es parte de lo que se conoce como teoría cualitativa para EDO, el cual complementado con el retrato de fase (espirales, sumideros o nodos), constituyen una herramienta muy potente para revisar el comportamiento e ilustrar modelos.

## Procedimiento y análisis
Defínase una función {\displaystyle f(x,y)\,} y su derivada {\displaystyle dy \over dx}, de modo que: {\displaystyle {dy \over dx}=f(x,y)}. Esta función describe el comportamiento de la pendiente de la curva solución {\displaystyle y(x)\,}. Vale decir, la dirección que tiene una solución de la ecuación en cada punto.
En este sentido, el campo de direcciones, es un bosquejo con pequeños segmentos de recta trazados en un sistema de coordenadas cartesianas xy (o simplemente plano xy), donde se muestra el comportamiento de la pendiente (derivada) que le corresponde a la curva solución.
- Datos: Q2336508
- Multimedia: Slope field / Q2336508